# 克罗陨石坑
克罗陨石坑（Krogh）是月球正面东侧边沿上的一座小型的撞击坑，位于奥祖陨石坑东南。以丹麦生理学家，1920年诺贝尔生理学或医学奖获得者奥古斯特·克罗的名字命名，1976年被国际天文学联合会正式批准采纳。

## 描述

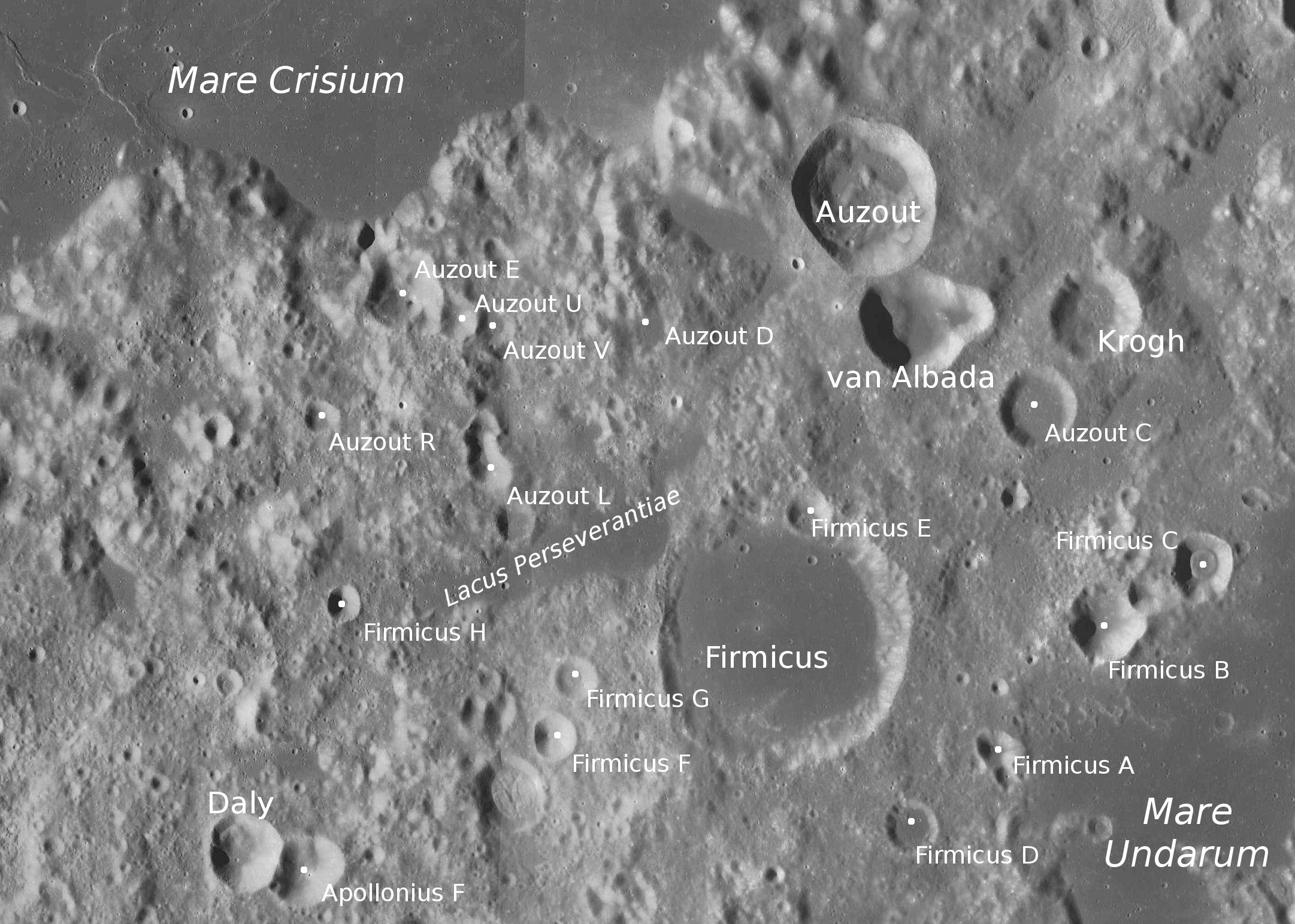
克罗陨石坑周边图，月球勘测轨道飞行器拍摄。

该陨坑西邻范阿尔巴达陨石坑、西北为奥祖陨石坑、孔多塞环形山位于它的东北、东南和南面分别是杜比亚戈陨石坑和费尔米库斯陨石坑。
克罗陨石坑的西北方坐落着危海、东南则是浪海。该陨坑的中心月面座标为9°24′N 65°42′E / 9.4°N 65.7°E，直径19.2公里，
深度为1.96公里。
该陨石坑外形大致呈圆形和碗状，磨损度一般，坡壁平缓，西北部坐落着数座小撞击坑，内侧壁较平滑，其中北侧内壁比南侧更宽，陨坑壁高出周边地形1390米，
内部容积约6800公里³。坑底表面相对平坦，无其它地貌结构。
1976年前，该陨坑曾被被国际天文学联合会指名为奥祖 B。